# Bicimotore

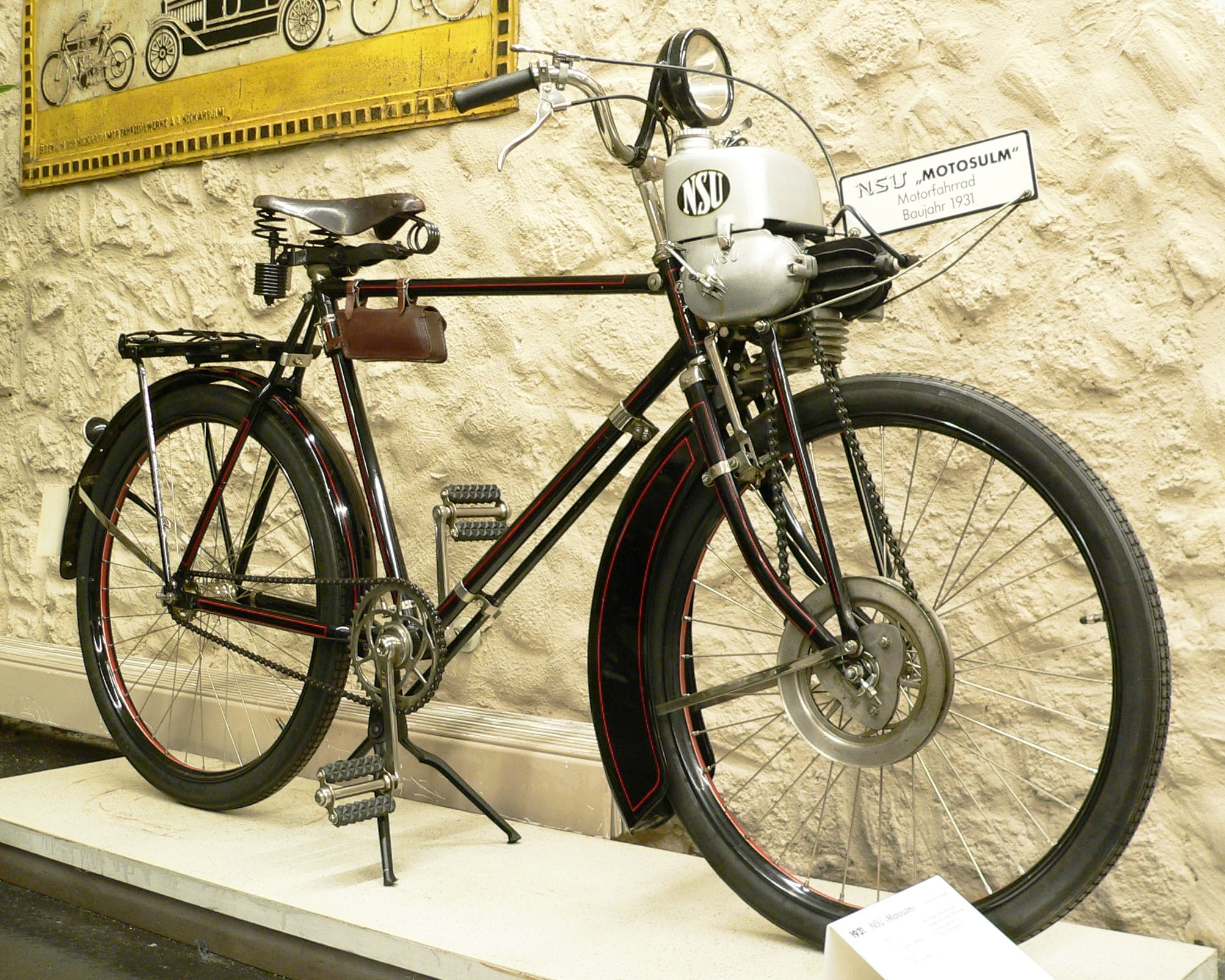
NSU Motosulm del 1931, antesignano dei bicimotore

Il bicimotore o velomotore, è un veicolo a due ruote con ciclistica identica o simile alla bicicletta, dotato di un piccolo motore ausiliario, anch'esso a volte definito con l'identico termine.

## Storia

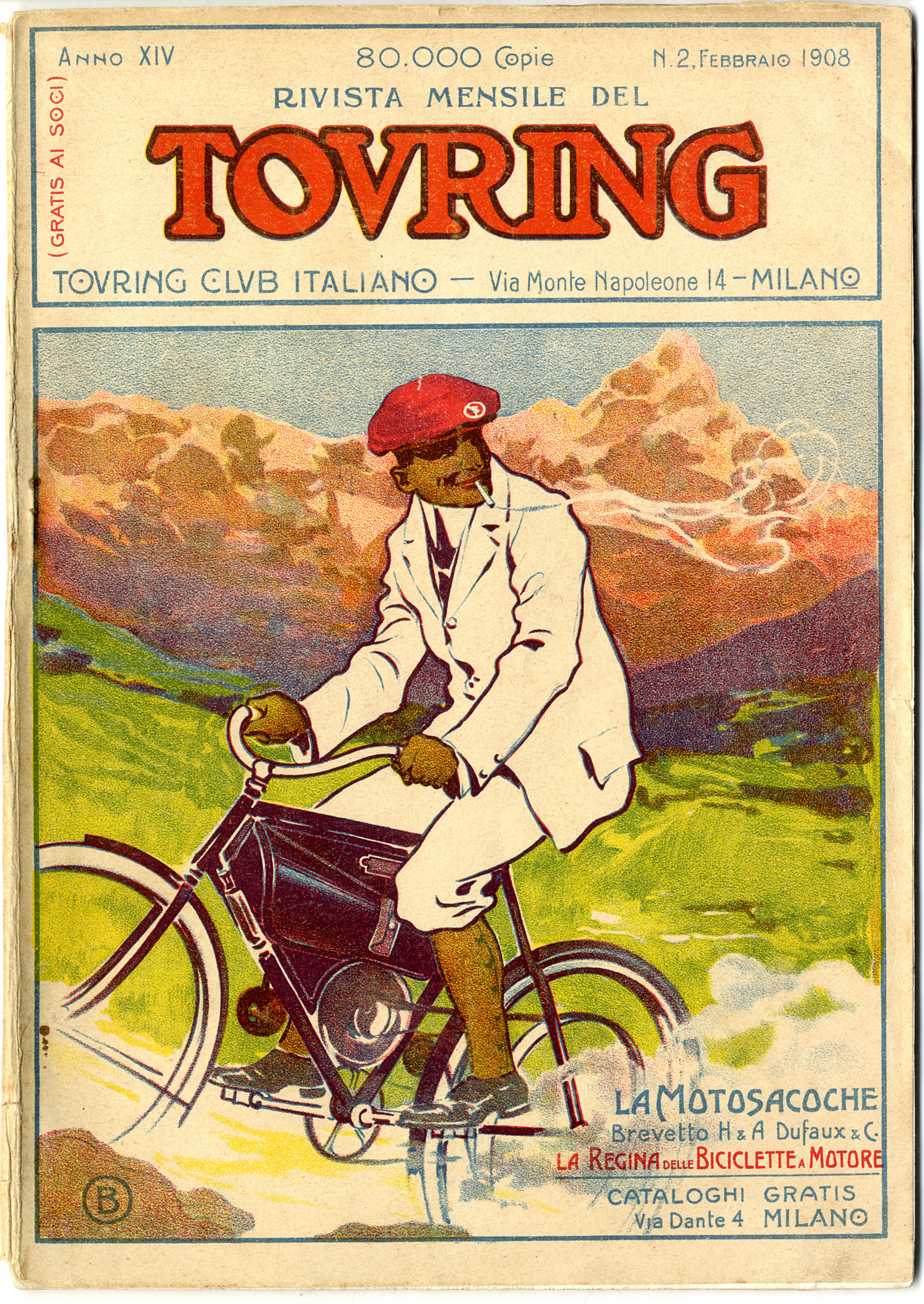
Pubblicità di una bicicletta a motore del 1908

Le prime biciclette a motore risalgono all'età pionieristica del motociclismo, all'epoca denominate bicicletti a motore, ma conobbero una grande diffusione e popolarità in tutta Europa, nell'immediato secondo dopoguerra, allo scopo di soddisfare le esigenze di locomozione popolare, imposte dalla febbrile opera di ricostruzione, sopperendo alla carenza di mezzi finanziari e materie prime, fortemente ridotti dal conflitto mondiale.
La necessità di fornire mezzi di locomozione personale di semplice fabbricazione, particolarmente economici nell'utilizzo e dai contenuti prezzi d'acquisto, orientò molte aziende verso la costruzione di piccoli motori ausiliari, dotati di trasmissione a rullo, da applicare alle normali biciclette. Tali propulsori venivano venduti sfusi oppure già applicati alla bicicletta.
Nel tentativo di offrire un prodotto comunque economico, alcune case realizzarono dei bicimotore con telaio leggermente irrobustito e specialmente conformato per ospitare convenientemente il motore e il serbatoio del carburante, sempre mantenendo, per ogni evenienza, la possibilità di essere azionati tramite i pedali.
Dal 1946 ai primi anni sessanta, il bicimotore rappresentò l'anello di congiunzione commerciale tra la bicicletta e la motoleggera, per essere poi velocemente sostituita dal ciclomotore, che ne rappresenta ancor oggi la naturale evoluzione tecnica, o dall'utilitaria.
Moltissime le case motociclistiche che realizzarono questo tipo di veicolo, ma i modelli di maggior successo, costruiti su licenza in vari paesi europei, furono il francese VéloSoleX e gli italiani "Cucciolo", "Mosquito" e "Aquilotto".

## Galleria d'immagini

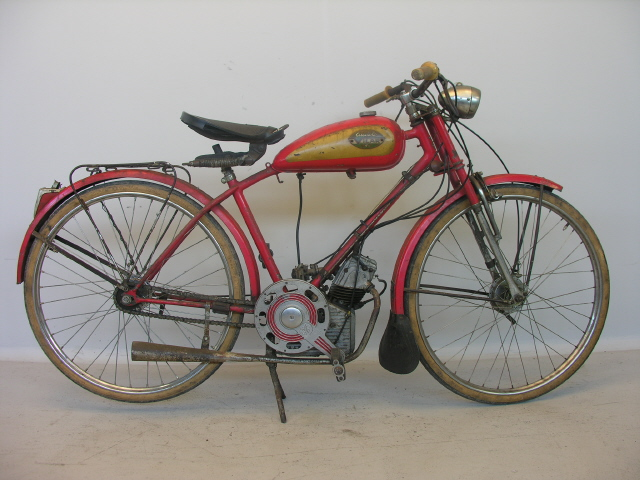
Un Vilar Cucciolo costruito in Portogallo su licenza Ducati
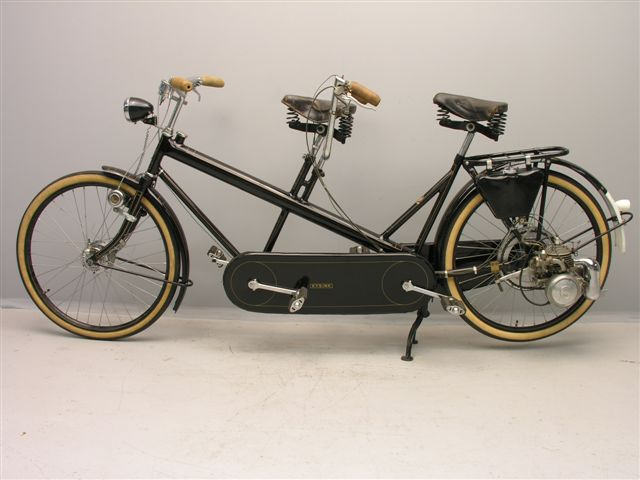
Un bicimotore-tandem tedesco Eysink con motore francese VAP
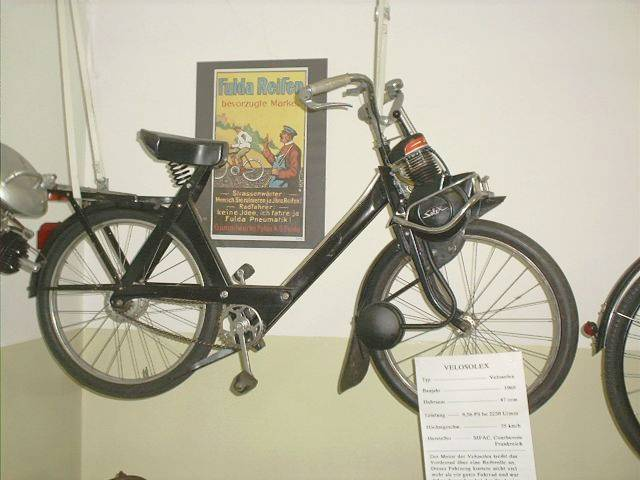
Il francese VéloSoleX
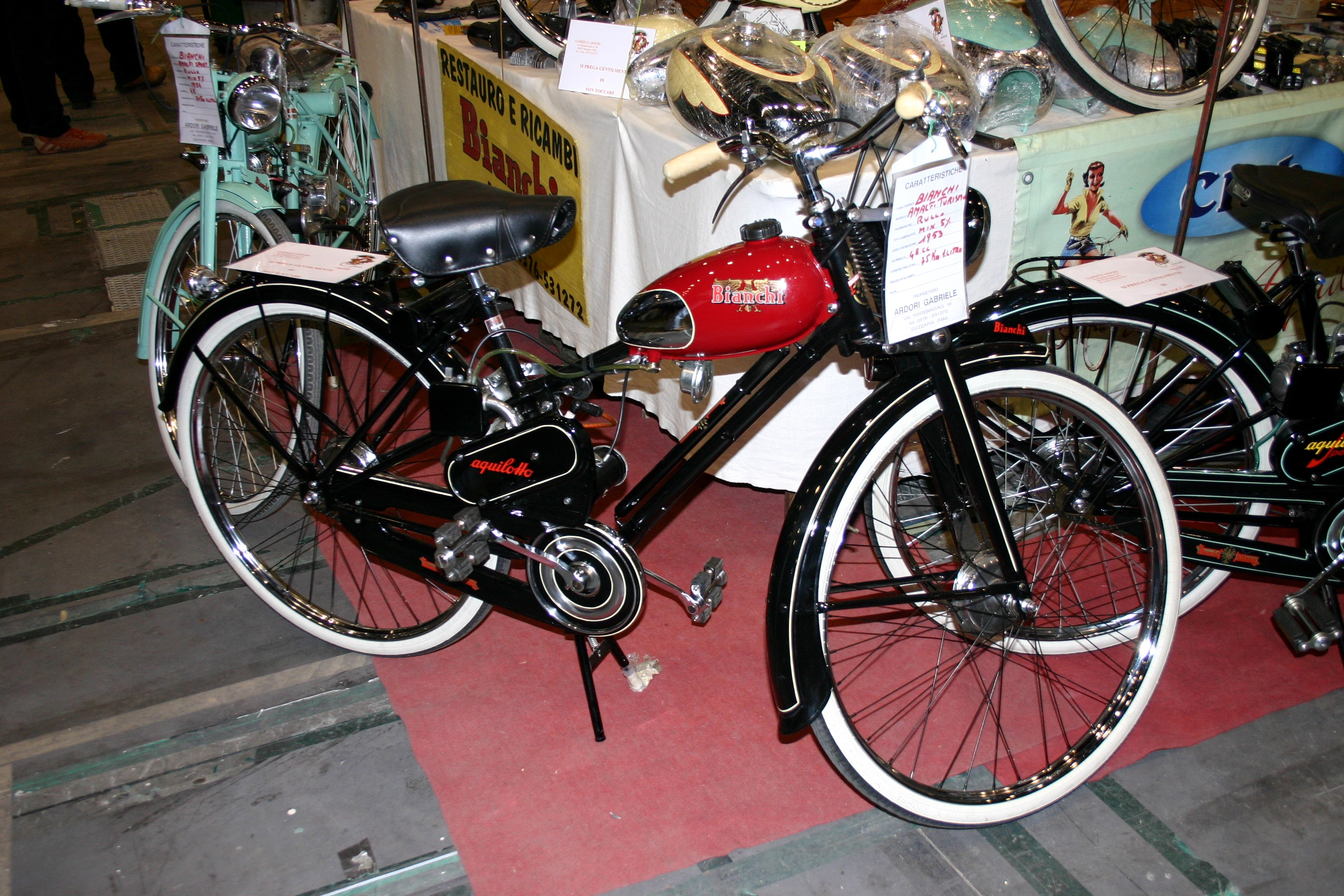
Il Bianchi Aquilotto versione Amalfi Turismo
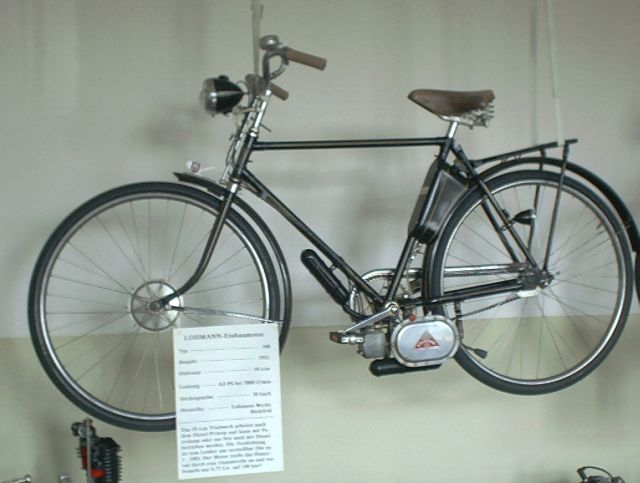
Bicimotore con micropropulsore diesel della tedesca Lohmann